# Placidula
Placidula är ett släkte av fjärilar. Placidula ingår i familjen praktfjärilar.
Kladogram enligt Catalogue of Life:
| Placidula | \| \| Placidula albofasciata \| \| \| \| \| \| Placidula euryanassa \| \| \| \| |
|           | \| \| Placidula albofasciata \| \| \| \| \| \| Placidula euryanassa \| \| \| \| |
|           | Placidula albofasciata                                                          |
|           |                                                                                 |
|           | Placidula euryanassa                                                            |
|           |                                                                                 |